# باتريك بيغز
باتريك بيغز هو متزحلق جبال الألب كندي، ولد في 11 أكتوبر 1982 في Berwick, Victoria ‏ في أستراليا.

## وصلات خارجية
- الموقع الرسمي
- باتريك بيغز على موقع الاتحاد الدولي للتزلج (التزلج على المنحدرات الثلجية) (الإنجليزية)
- باتريك بيغز على موقع أوليمبيديا (الإنجليزية)